# Szkoła sportowa (Polska)
Szkoła sportowa – rodzaj szkół w Polsce, w których prowadzone jest szkolenie sportowe w jednej lub kilku dyscyplinach sportowych, w co najmniej dwóch oddziałach (klasach) sportowych, liczących co najmniej 15 uczniów w oddziale, w co najmniej trzech kolejnych klasach szkoły danego typu. Szkołami sportowymi mogą być szkoły podstawowe i szkoły ponadpodstawowe dla młodzieży.

## Szkolenie
Uczniowie szkół sportowych odbywają tygodniowo co najmniej 10 godzin zajęć sportowych.
W szkołach sportowych realizuje się następujące etapy szkolenia sportowego:
- Ukierunkowany – jego głównym celem ujawnienie predyspozycji i uzdolnień uczniów i określenie dyscypliny lub dziedziny sportu, w której nastąpi dalsze szkolenie;
- Specjalistyczny.

Szkoły sportowe prowadzą szkolenie sportowe w mniejszym wymiarze godzinowym niż szkoły mistrzostwa sportowego.